# Alex Hall (fotbollsspelare)
Alex Hjalmar Hall, född 30 oktober 2005 är en svensk fotbollsspelare (anfallare) som spelar för Halmstads BK.

## Klubblagskarriär
Alex Halls moderklubb är Alets IK. Som åttaåring flyttade han vidare till Halmstads BK. Efter att ha utmärkt sig som en vass målskytt i akademin skrev Hall som 17-åring på sitt första A-lagskontrakt med Halmstads BK i augusti 2023. En permanent uppflyttning till seniorlaget fick dock vänta till januari 2024. Sin avslutande säsong i U19-laget blev Hall delad skytteligavinnare i P19 Allsvenskan. Han utsågs därefter även till Årets Unicoachforward 2023, priset som tilldelas den bästa anfallaren i P19 Allsvenskan.
Uppflyttad i A-laget fick Hall göra sin tävlingsdebut den 9 mars 2024, då han stod för ett inhopp när Halmstads BK besegrade IF Brommapojkarna med 1-0 i Svenska Cupens kvartsfinal. En knapp månad senare kom också den allsvenska debuten då han hoppade in i den allsvenska premiären när Halmstads BK förlorade med 0-3 mot IK Sirius den 1 april 2024.
Den 4 juli 2024 lånades Hall ut till Superettan-klubben Skövde AIK på ett låneavtal över resten av säsongen. I september 2024 blev han återkallad av Halmstads BK.

## Landslagskarriär
Alex Hall har representerat Sveriges U19-landslag.
Landslagsdebuten skedde den 15 juni 2023 då Hall startade när Sveriges P18-landslag besegrade Wales med 1-0.

## Statistik
| Klubb              | Säsong             | Liga               | Liga    | Liga | Nationell cup | Nationell cup | Totalt  | Totalt |
| Klubb              | Säsong             | Division           | Matcher | Mål  | Matcher       | Mål           | Matcher | Mål    |
| ------------------ | ------------------ | ------------------ | ------- | ---- | ------------- | ------------- | ------- | ------ |
| Halmstads BK       | 2024               | Allsvenskan        | 3       | 0    | 1             | 0             | 4       | 0      |
| Skövde AIK (lån)   | 2024               | Superettan         | 4       | 0    | 1             | 0             | 5       | 0      |
| Totalt i karriären | Totalt i karriären | Totalt i karriären | 7       | 0    | 2             | 0             | 9       | 0      |